# María Adelaida Puerta
María Adelaida Puerta Restrepo (Medellín, Antioquia, Colombia, 11 de noviembre de 1982) es una actriz colombiana conocida por interpretar a "Catalina" en la producción colombiana Sin tetas no hay paraíso de la cadena televisiva Caracol Televisión y a "La Perrys" personaje que la catapultó en la serie El Capo del Canal RCN. Ambas interpretaciones le merecieron premios India Catalina.

## Carrera
También ha trabajado en muchas otras producciones de televisión, siempre destacándose por su versatilidad a la hora de interpretar.
Abandonó su ciudad natal a los 19 años para radicarse en Bogotá. Allí estudió en el Teatro Libre de Bogotá y en La Casa del Teatro Nacional y también viajó por varios países, donde adquirió  más herramientas para su trabajo como actriz. 
Trabajó con la compañía Mapa Teatro dirigida por Heidi Abderhalden y Rolf Abderhalden. En cine trabajó con Felipe Aljure, Ricardo Gabrielli, Klych Lópezn, Jaime Escallón. 
Actualmente se encuentra radicada en Ciudad de México donde continúa su carrera como actriz. 
Desde hace 12 años se dedica al yoga y la meditación, prácticas que le han dado mucho bienestar a nivel físico, mental y espiritual.  Antes de dejar su país estuvo durante un año y medio compartiendo las enseñanzas del yoga en la cárcel de mujeres de Bogotá.  Aún continúa enseñando estas prácticas cuando su trabajo le deja espacio para hacerlo.

## Trayectoria

### Televisión
Entre sus trabajos en la televisión colombiana se pueden destacar sus participaciones en las telenovelas Todos quieren con Marilyn (RCN Televisión) donde interpretó a Lina, una «prepago» universitaria, El vuelo de la cometa (Caracol), como Victoria, y La mujer en el espejo. 
En 2006 Caracol adquiere los derechos de la novela Sin tetas no hay paraíso, del guionista y escritor colombiano Gustavo Bolívar para producir una serie de televisión del mismo nombre. María Adelaida Puerta presenta el casting para encarnar a Catalina, personaje central de la novela; inicialmente, le dicen que necesitaban a alguien con más cartel para el personaje. Cuando estuvo a punto de firmar con RCN para otro proyecto, la llaman de Caracol y le entregan el personaje.
Catalina es una humilde niña de 15 años que busca atenuar la pobreza en la que vive a expensas de su cuerpo. Manifiesta a Yésica (Sandra Beltrán) su deseo de convertirse en una niña «prepago», o sea, una jovencita que ofrece favores sexuales a «traquetos» (narcotraficantes) a cambio de buenas sumas de dinero y regalos costosos. Debido a su escasez de busto es rechazada por los lujuriosos narcotraficantes, lo que la motiva a proponerse como meta principal en la vida conseguir el dinero para realizarse una operación de implante de silicona, cometiendo cualquier cantidad de errores que la llevan a la desilusión, la pérdida del amor, la dignidad, la autoestima y finalmente la vida.
Su participación en Sin tetas no hay paraíso la hizo acreedora del premio India Catalina, renglón «Revelación del Año» en el festival de Cartagena de Indias 2007, uno de los más prestigiosos galardones otorgados al cine y la televisión en Colombia.
En 2007 participa en Las profesionales (Caracol), donde encarna a Cassandra, una profesional del servicio doméstico, ambiciosa, calculadora y trepadora, muy diferente a la ingenua Catalina.
Para finales de 2007, Caracol lanza la telenovela Montecristo, en la que María Adelaida interpreta a Victoria Sáenz.
En el 2008 protagoniza el sexto episodio de la segunda temporada de Tiempo final de Fox Latinoamérica, en el papel de Viviana. En el que trabajo al lado del gran actor David Carradine. 
En 2009, El capo producción de RCN Televisión, donde interpreta a La Perrys, una fiel lugarteniente al servicio de «El Capo Pedro Pablo León Jaramillo» interpretado por Marlon Moreno. Gracias a esta producción ganó la mejor actriz antagónica en los premios India Catalina 2010 igualmente recibió un galardón como villana favorita en los premios TV y novela 2010.
En 2012 protagoniza La Mariposa, una producción de FoxTelecolombia para El canal MundoFox de Estados Unidos que en Colombia es transmitida por el Canal RCN.

### Cine
En cine trabajó para Felipe Aljure en la película El colombian dream y protagonizó también en el corto Collar de perlas, dirigido por Klych López, ganador del «Proyecto 48» del canal de cable TNT, y rodado en su Medellín natal. Allí personifica a Laura, una joven que gana dinero trabajando con su voz, dejando mensajes vía telefónica. En un momento dado busca dejar ese curioso oficio, pero se le hace sumamente complicado lograrlo.  Con Klych López hizo el personaje de Mónica Yamhure en el docufilm Correr o Morir. También trabajó en la película Cuando Rompen Las Olas del director Riccardo Gabrielli. Protagonizó la película El Caso Watson de Jaime Escallón.

## Filmografía

### Televisión
| Año       | Título                                        | Personaje                               | Canal              |
| --------- | --------------------------------------------- | --------------------------------------- | ------------------ |
| 2024      | Klass 95                                      | Gisella Sepúlveda                       | Caracol Televisión |
| 2022      | A grito herido                                | Camila                                  | Prime Vídeo        |
| 2019-2022 | El Inquisidor                                 | Aura Bardot                             | Señal Colombia     |
| 2017-2018 | La hija pródiga                               | Beatriz Castellanos / Delia Castellanos | Azteca Uno         |
| 2017      | ¡Ay Güey!                                     | Kiki de los Monteros                    | Blim               |
| 2017      | Guerra de ídolos                              | Bárbara Montoya                         | Telemundo          |
| 2016      | Drunk History: El lado borroso de la historia | Esposa Llorente                         | Comedy Central     |
| 2016      | Mujeres asesinas (Colombia)                   | Carmen, la hija                         | RCN Televisión     |
| 2016      | La viuda negra 2                              | Denisse                                 | UniMás             |
| 2012-2013 | El capo 2                                     | Pilar Monroy 'La Perrys'                | Canal RCN          |
| 2012      | La mariposa                                   | Alicia Benítez 'La Mariposa'            | Canal RCN          |
| 2011      | Mentes en shock                               | Clara                                   | Fox Channel        |
| 2009-2010 | El capo                                       | Pilar Monroy 'La Perrys'                | Canal RCN          |
| 2008      | Sin retorno                                   | Manuela, Ep: Humo                       | Canal RCN          |
| 2008      | Tiempo final                                  | Viviana, Ep: Lesbianas                  | Fox Premium        |
| 2007-2008 | Montecristo                                   | Victoria Sáenz                          | Caracol Televisión |
| 2006-2007 | Las profesionales                             | Kassandra García                        | Caracol Televisión |
| 2006      | Sin tetas no hay paraíso                      | Catalina Santana                        | Caracol Televisión |
| 2004-2005 | La mujer en el espejo                         | Altamira                                | Telemundo          |
| 2004-2005 | El vuelo de la cometa                         | Victoria Durán                          | Caracol Televisión |
| 2004-2005 | Todos quieren con Marilyn                     | Lina                                    | Canal RCN          |
| 2001-2002 | Ecomoda                                       | Andrea                                  | Canal RCN          |
| 2001      | Francisco, el Matemático                      | Aurora                                  | Canal RCN          |

## Programas
| Año  | Título                 | Rol          |
| ---- | ---------------------- | ------------ |
| 2008 | Proyecto 48            | Presentadora |
| 2005 | La Guerra de los Sexos | Participante |
| 2004 | One night Costa Rica   | Presentadora |

## Cine
| Año  | Título                  | Personaje               |
| ---- | ----------------------- | ----------------------- |
| 2017 | El Caso Watson          | Teniente Mariana Prieto |
| 2008 | Correr o morir          |                         |
| 2007 | Collar de perlas        | María                   |
| 2006 | Cuando rompen las olas  | Sofía (joven)           |
| 2005 | El colombian dream      | La súper Nena           |
| 2001 | Sudadera Doble Faz      |                         |
| 2000 | Posesión extraterrestre |                         |

## Teatro
| Año  | Título                                    | Director                 | Nota                                     |
| ---- | ----------------------------------------- | ------------------------ | ---------------------------------------- |
| 2012 | Habitación 3.3.3                          |                          | Casa Esamble                             |
| 2010 | Cuatros secretos                          |                          | Performance                              |
| 2007 | El Principito de Antoine de Saint-Exupéry | Heidi y Rolf Abderhalden |                                          |
| 2004 | Historia de amor de Jean Luc Lagarce      | Heidi Abderhalden        |                                          |
| 2002 | Muelle Oeste de Bernard-Marie Koltès      | Rolf Abderhalden         | Festival Iberoamericano Teatro de Bogotá |
| 2001 | El enfermo imaginario de Molière          | Tito Ochoa               |                                          |
| 2000 | Marat-Sade                                | Charlotte Corday         | Teatro Libre                             |
| 2000 | Bernarda Alba                             | María Josefa             | Teatro Libre                             |

## Premios y nominaciones

### Premios Tvynovelas
| Año  | Categoría                              | Telenovela/Serie         | Resultado |
| ---- | -------------------------------------- | ------------------------ | --------- |
| 2013 | Mejor actriz protagónica de serie      | La Mariposa              | Nominada  |
| 2013 | Mejor actriz antagónica de serie       | El Capo 2                | Nominada  |
| 2010 | Mejor actriz antagónica de telenovela  | El Capo                  | Ganadora  |
| 2007 | Mejor actriz protagónica de telenovela | Sin tetas no hay paraíso | Nominada  |

### Premios India Catalina
| Año  | Categoría                                                | Telenovela/Serie         | Resultado |
| ---- | -------------------------------------------------------- | ------------------------ | --------- |
| 2013 | Mejor actriz protagónica de serie o miniserie            | La Mariposa              | Nominada  |
| 2010 | Mejor actriz antagónica de telenovela, serie o miniserie | El Capo                  | Ganadora  |
| 2007 | Mejor actriz o actor revelación del año                  | Sin tetas no hay paraíso | Ganadora  |